# Корекція
Корекція  — стилістична фігура що виявляється в уточненні літературних формулювань що має на меті виділення і посилення актуальних компонентів їх змісту у літературному творі. Корекція акумулює увагу читачів на певних важливих моментах тексту, які автор тексту хоче словесно виділити в тексті. Корекція дає змогу виділити у тексті найважливішу інформацію, яка є головною складовою тексту. Наприклад: "Приємний смак простота застосування — просто залити окропом — роблять гарячий чай від кашлю «Мілістан» зручним засобом лікування".